# Kilikes
Die Kilikes (altgriechisch Κίλικες) waren ein antikes Volk, das in der südlichen Troas ansässig war. Ihre Hauptstadt war Thebe. Sie werden bei Homer, danach war ihr König Eetion, und bei Strabon genannt.
Kilikes wurden auch die Bewohner der antiken Landschaft Kilikia genannt. Die Beziehung zwischen diesen beiden ist unbekannt.